# Lerești
Lerești is een Roemeense gemeente in het district Argeș.
Lerești telt 4898 inwoners.